# バニー・ヒギンズ
チャールズ・バニー・ヒギンズ（Charles "Vannie" Higgins、1897年 - 1932年6月19日）は禁酒法時代のニューヨークのアイルランド系ギャング。

## 来歴

### 禁酒法時代の到来
ブルックリンのベイリッジ生まれ。若い頃はスリや窃盗の常習犯。1916年器物損壊で逮捕される。その後ベイリッジを拠点にギャング団を結成。1926年ビル・ドワイヤーが監獄送りになるとその酒の密輸業を引継ぎ、フランク・コステロと対立した。ニューヨーク湾で最も速かったというスピードボート"シガレッツ"で密輸アルコール運びに海上を走り回り、自前のトラックやタクシーに積み込んでブルックリンに運んだ。警察に密輸ボートを止められると「エビ漁師」と自称した。1932年5月ニュージャージーの沖合で15万ドル相当のウイスキーを積んだヒギンズの船がパトロール中の海上警備隊に拿捕され、ヒギンズはあっさり降伏したが、自分は漁師だととぼけ通した。

### 抗争のエスカレート
1928年銃の不法所持で逮捕されたがすぐ釈放された。同年マンハッタンに進出するとダッチ・シュルツ勢力と衝突し、ジャック・レッグス・ダイアモンドやヴィンセント・コール、リトル・オーギー・ピサノ（アンソニー・カルファノ）らと組んで抗争した（ビール戦争）。ブルックリンで車を運転中、別の車にショットガンで襲われたが難を逃れた。サミュエル・オルランドという密輸業者を殺害した容疑で検挙されたが、証拠不十分で釈放された。またフランク・マクマナス（ロススタインを殺したと言われたジョージ・マクマナスの兄）とマンハッタンの52丁目のブラッサム・ヘルス・インで密売酒の件で口論になってナイフで刺され、搬送された病院では加害者の名前を明かさなかった。1930年レオ・スタインバーグを拉致してロングビーチ湾に連れていき、鉛の服を着せて海に沈めたとされる。1931年ロングビーチでラム酒の密輸組織が摘発され、逮捕されたが、罪状は却下された。同年11月シュルツと内通した自身の配下ホイットニー・ベンソンを殺害したとされ、逮捕されたが証拠不十分で放免。

### 暗殺
1932年6月19日、娘のタップダンスのリサイタルからの帰途中、家族と車に乗ろうとしたところを2台の車に銃撃され、車の陰から飛び出してジグザグに走って逃げたが、追いかけられ、2発の銃弾を浴びて倒れた。病院で意識を回復し、「卑劣なやつらだ、俺の家族まで狙った。回復したら必ず捕まえる」と語ったが、誰に襲われたのかという警察の問いには黙秘した。15時間後に死亡した。
警察によれば、6か月前から娘の舞台出演を見に行くと誰にでも語っていたといい、その日彼がどこに行くのか、敵は知っていたとした。また警察が暗黒筋から得た情報では、暗殺の1週間前にアトランティック・シティでギャング会議が開かれ、そのあこぎなハイジャックの仕方が糾弾されて暗殺が決められたという。富豪のイメージがあったが、警察によれば、ギャンブルで大負けして儲けが縮小していたといい、他の密輸ギャングから酒の横取りを繰り返していたという。ある密輸取引で大失敗し、資金が尽きて車やボート、飛行機などを売り払っていたとの噂も流れた。
彼の配下の密輸団がピサノ一味と縄張り争いを起こしていたとされたことからピサノ説、レオスタインバーグ殺害の仕返し説、ダイアモンド殺しに絡む仕返し説、目撃情報からヒギンズを追いかけた車にシュルツの側近ボー・ワインバーグが乗っていたとされ、シュルツ一味説など諸説紛々としている。